# حلزون
حَلَزون یا لیسَک نوعی نرم‌تن در ردهٔ شکم‌پایان و از خانواده بی مهرگان است. هم قابلیت زندگی در آب و هم خشکی را دارند. حلزون ها در آب و خشکی یا محیط دیگری با رطوبت بسیار بالا زندگی می‌کنند. اکثر این موجودات شش و آب شش دارند. تمام حلزون های خشکی به دلیل نداشتن لایه محافظ برای جلوگیری از تبخیر رطوبت بدن نیاز به آب و رطوبت بالا دارند، به همین دلیل بیشتر در شب و روز های بارندگی فعالیت دارند.علت اینکه حلزون را در رده شکم‌پایان قرار داده‌اند این است که در حقیقت تمام قسمت زیرین بدنش، پای آن به‌شمار می‌رود.
زیست‌شناسان تا به امروز بیش از ۳۰ هزار گونه حلزون را شناسایی کرده‌اند. حلزون از محیط زیست بسیار متنوعی برخوردار است. ابتدا محل زندگی حلزون در دریا بوده و بعد از گذشت چند میلیون سال بعضی نوع های دیگر در آبهای شیرین یا در باغ‌ها زندگی می‌کنند. از انواع گیاهان تغذیه می‌کند.
حلزون‌ها به عنوان مواد غذایی، آفات و عوامل ناقل بیماری، پیوند قابل توجهی با زندگی انسان دارند؛ پوسته آنها هم به عنوان اشیاء تزئینی استفاده و در جواهرات گنجانده می‌شود. حلزون همچنین دارای بار معنایی فرهنگِ متمایل به بی حالی است و در گفتار از حلزون به عنوان صفت شخص یا چیزی که به اندازه کافی سریع حرکت نمی‌کند استفاده می‌شود. حلزون هم شکل یا شبیه حلزون گوش است.

## زیست‌شناسی حلزون
بدن شامل قسمت‌های زیر است:

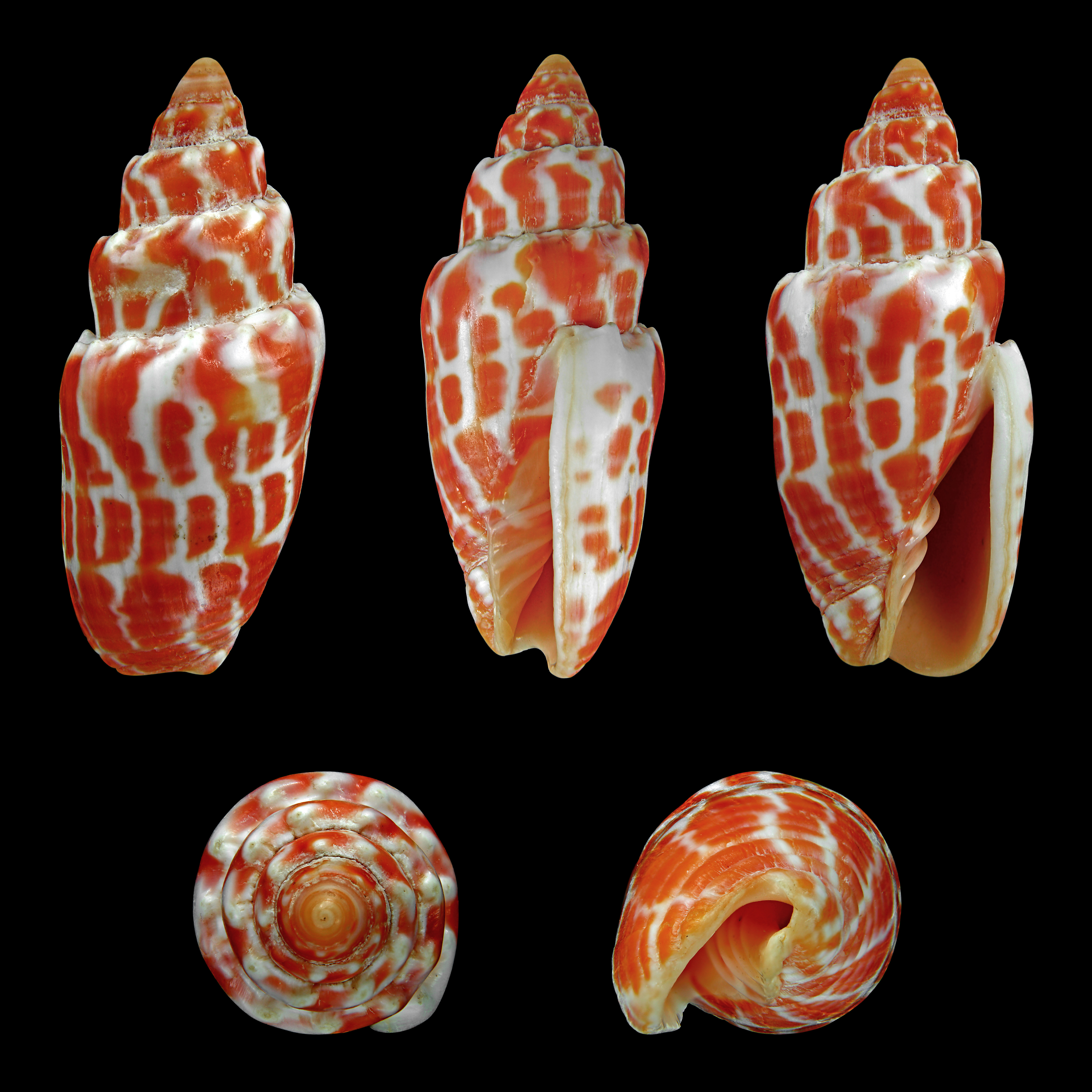
پوسته حلزون کلاه اسقفی

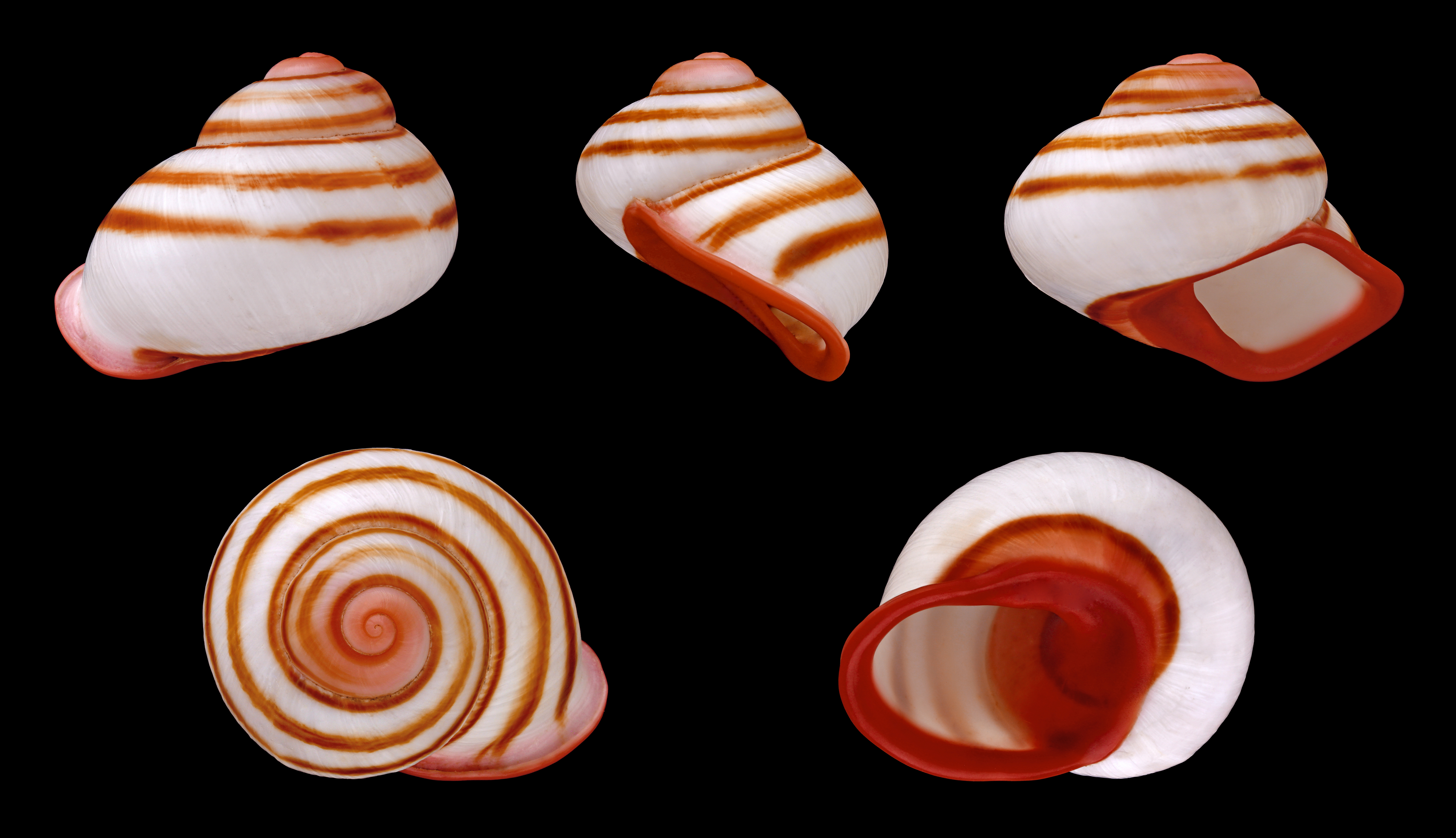
پوسته حلزون همستوما جزء سرده حلزون آکاوس

سر که دارای یک جفت بازوی حسی است، یک پای شکمی و پهن عضلانی که نوعی عمل خزیدن را انجام می‌دهد و یک توده احشایی پشتی و گنبد مانند که بیشتر اندام‌های داخلی در آن جای داشته‌اند. (حلزون‌ها معمولاً صدف دارند اما برخی از گونه‌های بی‌صدف آن نیز مشاهده شده‌است. چشم حلزون معمولاً بر روی دو تا شاخک بر روی سر آن قرار گرفته‌است) مرحله لاروی حلزون ولیگر نام دارد که مجهز به یک کمربند مژکی ظریف است و آن را به عنوان عضو شنا به کار می‌برد. قسمت پشتی ولیگر بعداً کاملاً بزرگ می‌شود و توده احشایی در حال رشد به سمت پشت برآمدگی می‌یابد. اما این رشد رو به بالا در طرف راست و چپ به‌طور یکسان صورت نمی‌گیرد و نتیجه آن پیچ‌خوردگی توده احشایی و صدفی است که روی این توده را می‌گیرد.

### رشد
رشد رو به بالا همچنین سبب می‌شود که لوله گوارشی به شکل U درآید و مخرج کاملاً به دهان نزدیک شود. مجموعه توده احشایی ولی نسبت به بقیه بدن معمولاً معادل ۱۸۰ درجه در خلاف جهت حرکت عقربه‌های ساعت می‌چرخد. در نتیجه فضای جبه در جلو و در بالای سر قرار می‌گیرد، آبشش‌ها جلویی می‌شوند، مخرج سوراخ‌های دفعی و تناسلی همگی در جلو قرار می‌گیرند و به فضای جبه باز می‌شوند. لوله گوارشی از شکل U به صورت یک قطعه درمی‌آید و قلب می‌چرخد.
تحول به صورت تابیدگی بدون تردید نوعی سازگاری با روش زندگی در حال بلوغ است. حلزون‌ها با عقب کشاندن بدن به درون صدف از خود محافظت می‌کنند و چون صدف یک دهانه بیشتر ندارد، باز شدن دهان و مخرج در یک جا نوعی مزیت محسوب شده و دهان نزدیکتر به زمین خواهد بود. در عین حال با این پیچیدگی قسمت‌های سنگین بدن از سر راه دور شده، در روی قسمت عقبی بدن واقع می‌شوند. در نتیجه مرکز ثقل طوری جابجا می‌شود که حرکت شکم پای صدف‌دار آسان‌تر شود.

### حلزون‌های بی‌صدف

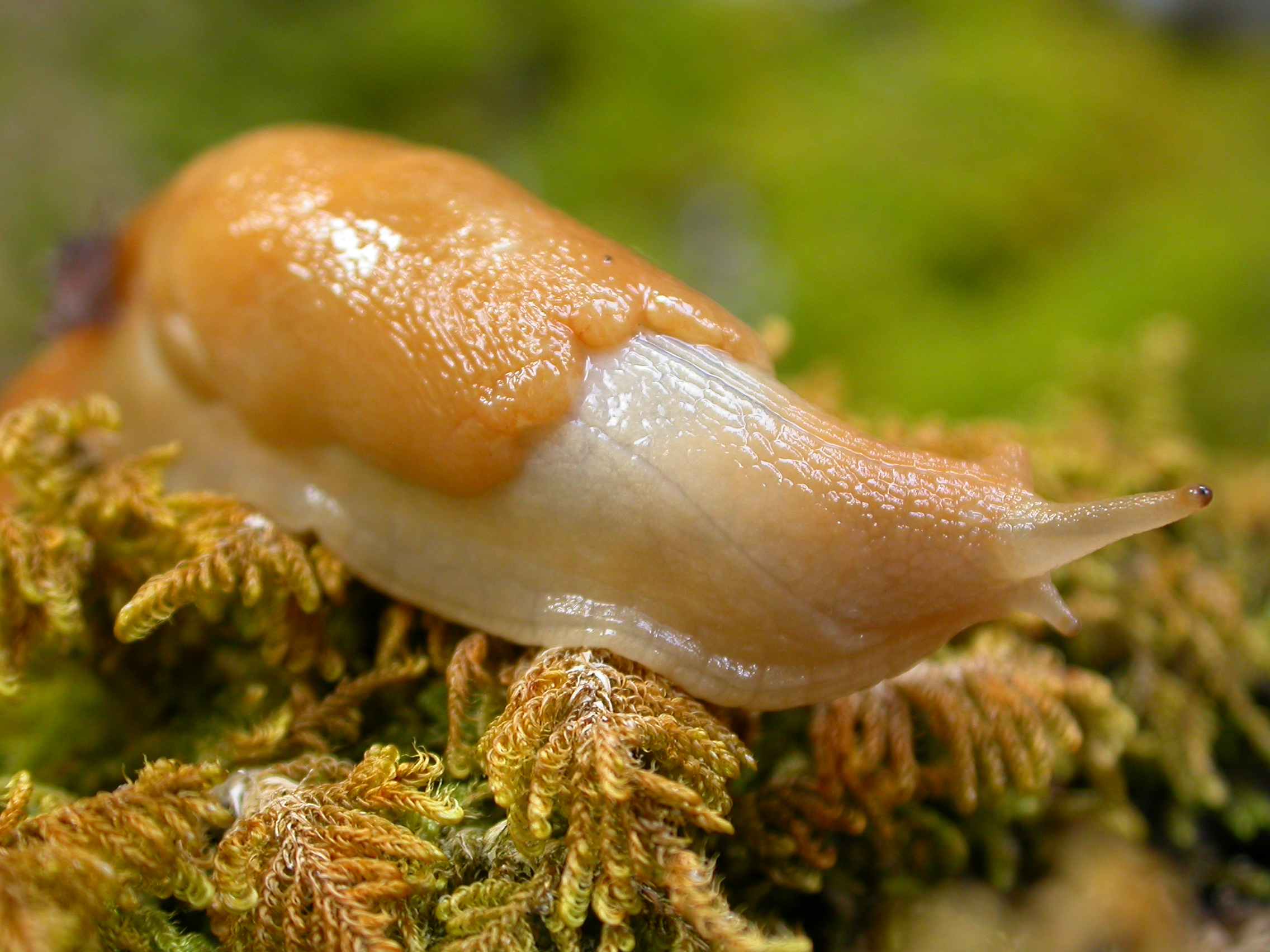
تصویری از یک حلزون بدون صدف

در بعضی شکم پایان به ویژه لیسه‌های خشکی و دریازی، صدف کوچک شده یا از بین رفته‌است. رشد در این موارد شامل بازشدگی است که در نتیجه توده احشایی تا حدودی یا به‌طور کامل به جایگاه نوزادی خود برمی‌گردد. لیسه‌های ساکن خشکی برای جلوگیری از خشک شدن باید در نقاط مرطوب به سر برند. این جانوران معمولاً شب‌ها از جایگاه خود خارج می‌شوند و از سبزی‌ها تغذیه می‌کنند. لیسه‌ها خسارات زیادی به باغ‌ها وارد می‌آورند. فضای جبه همه حلزون‌های ساکن خشکی از محفظه آبششی به محفظه ششی تغییر یافته‌است و این حلزون‌ها از هوا تنفس می‌کنند. پاره‌ای از این جانواران، سازگاری مجدد با محیط آب یافته‌اند اما هنوز هم با شش تنفس می‌کنند و برای گرفتن هوا باید گاهگاهی به سطح آب بیایند.

### هرمافرودیت

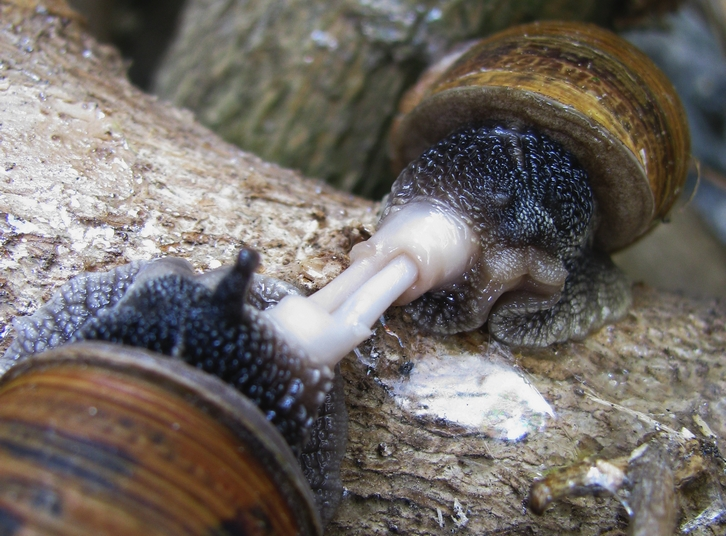
جفت‌گیری حلزون

حلزون هم نر و هم ماده (به جز حلزون سیب)
است بنابراین می‌تواند در یک زمان هم تخم و هم اسپرم را تولید کند. البته برای بارور کردن تخم‌ها، حلزون‌ها باید اسپرم‌های خود را با یکدیگر مبادله کنند. حیوانی که هم نر و هم ماده‌است، هرمافرودیت نام دارد. حلزون قهوه‌ای رنگ باغچه‌ای، در یک زمان حدود ۸۰ تخم کروی زرد یا سفید رنگ بر روی خاک سطحی باغچه می‌گذارد. حلزون می‌تواند بیشتر از ۶ بار در سال تخم‌ریزی کند. حدود دو سال طول می‌کشد تا یک حلزون بالغ شود.

## راه رفتن

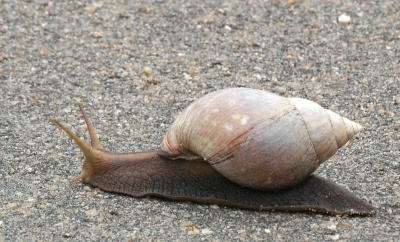
حلزون آچاتینا

حلزون را حتماً دیده‌اید و حتماً به راه رفتن این جانور توجه کرده‌اید. دیده‌اید با آنکه پا ندارد ولی خیلی راحت بر روی زمین جابجا می‌شود. حلزون را نرمتنی شکم‌پا می‌نامند چرا که در حقیقت تمام قسمت زیرین بدنش، پای آن به‌شمار می‌رود. پس حلزون پایی دارد بسیار پهن و صاف و به کمک عضلات آن خود را بر روی زمین می‌لغزاند و به این گونه روی زمین راه می‌رود. این جانور برای آنکه حرکات خود را آسان‌تر انجام دهد، از غده‌هایی که در پا-شکم خود دارد ماده‌ای چسبناک می‌تراود و جاده خود را لیز و هموارتر می‌کند. این مادهٔ چسبناک سبب می‌شود تا حتی اگر حلزون از روی یک لبه تیغ عبور کند بدنش آسیبی نبیند و در صورت عبور از یک سطح خیلی لیز می‌تواند سر بخورد.

## حلزون خوراکی
یکی از گونه‌های خوراکی حلزون، حلزون اسکارگو نام دارد. خوراکی که از حلزون اسکارگو تهیه می‌شود به همین نام نیز خوانده می‌شود.

## دشمنان حلزون
حلزون‌ها دشمنان زیادی در طبیعت دارند. از جمله سوسک‌های زمینی- مارها- قورباغه‌ها و وزغ‌ها- لاک‌پشت‌ها و پرندگانی مثل مرغ- اردک و غاز و انواع مورچه‌ها.

## نگهداری از حلزون به عنوان حیوان خانگی

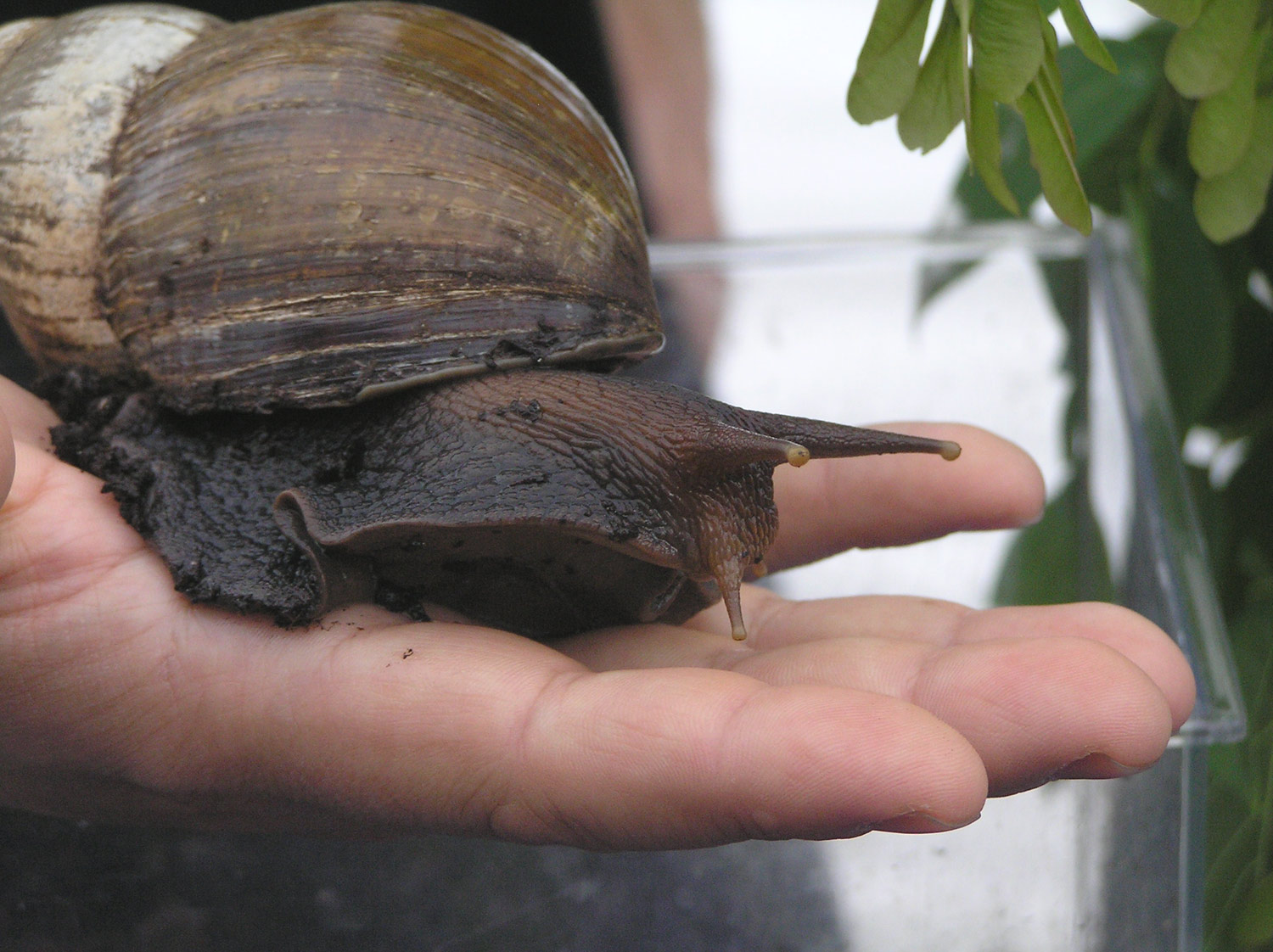
[https://myleeches.ir/product-category/حلزون-اچاتینا/ حلزون آچاتینا

نگهداری از حلزون‌ها آسان است. حلزون‌ها معمولاً در طبیعت حدود ۱۰ سال عمر می‌کنند. اما در قفس حدود ۳ تا ۷ سال. حلزون‌های بومی منطقه حتی تا ۱۵ سال هم عمر می‌کنند.
آن‌ها برای انسان و دیگر جانوران بی‌خطرند. نگهداری آن‌ها بسیار کم‌هزینه است و به ندرت به بیماری مبتلا می‌شوند. اگر هم بیمار شوند علایم بیماری را به موقع نشان می‌دهند و شما وقت کافی دارید تا برای آن‌ها کاری کنید.

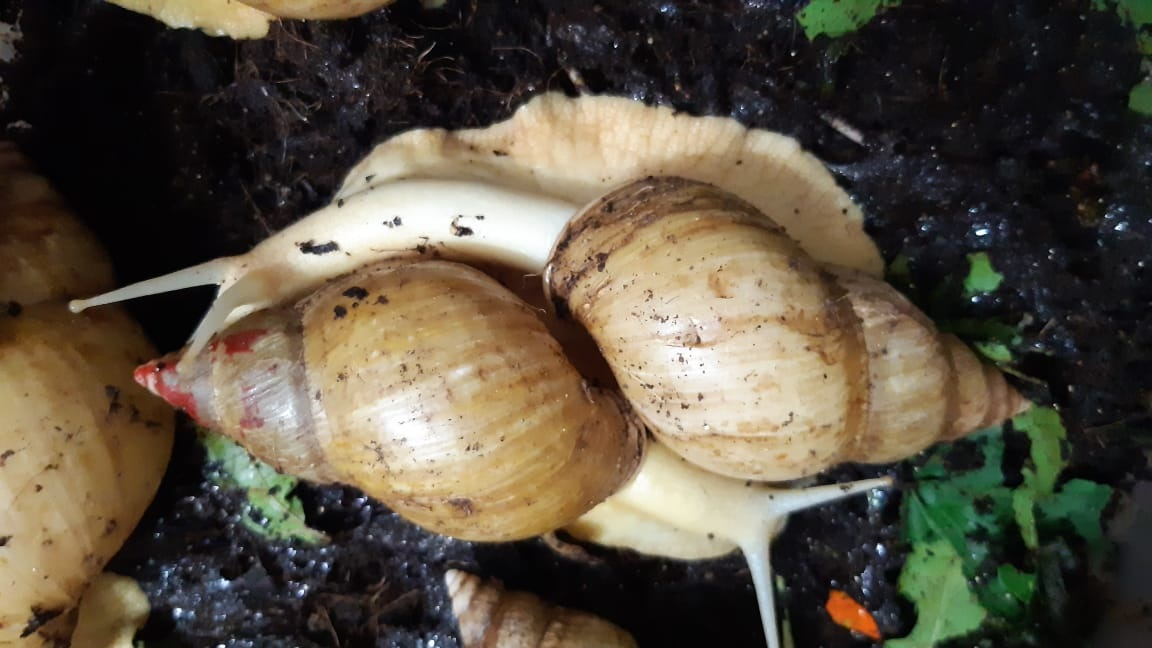
حلزون [https://myleeches.ir/product-category/%d8%ad%d9%84%d8%b2%d9%88%d9%86-%d8%a7%d9%84%d8%a8%db%8c%d9%86%d9%88/ آچاتینا آلبینو

حداقل توجه برای نگهداری آن‌ها لازم است. آن‌ها بدون توجه می‌میرند.
در اینجا فهرستی از پایه‌ای‌ترین کارهایی را که لازم دارند مرور می‌کنیم:

حلزون‌های جنگلی، آلمان

لوازم نگهداری از ۲ حلزون آفریقایی بزرگسال
- مخزن پلاستیکی حدوداً ۳۰*۳۰*۴۵ سانتی‌متر که راه فرار ندارد (با سرپوش محکم و تهویهٔ مناسب){حلزون‌های اروپایی یا حلزون‌های جوان را می‌توانید در ظرف‌های کوچک‌تری نگهداری کنید.}
- خاک مخصوص حلزون (سرشار از مواد معدنی و مواد آلی)
- خزه (حفظ رطوبت)
- منبع کلسیم کربنات خوراکی (مثلاً آسیاب صدف‌های دریایی)
- میوه‌ها و سبزیجات تازه (به خصوص کاهو)
- تکه‌های چوب
- مکمل غذایی حلزون (سرشار از کلسیم کربنات - منزیم - پتاسیم - پروتیین خام)
- وسایلی برای پنهان شدن حلزون که شکستنی نباشند (مثل گلدان‌های پلاستیکی یا چوب پنبه)
- ۱ عدد اسفنج نرم برای تمیز کردن مخزن
- ۱ عدد افشانه آب

پایه‌ای‌ترین کارهای لازم

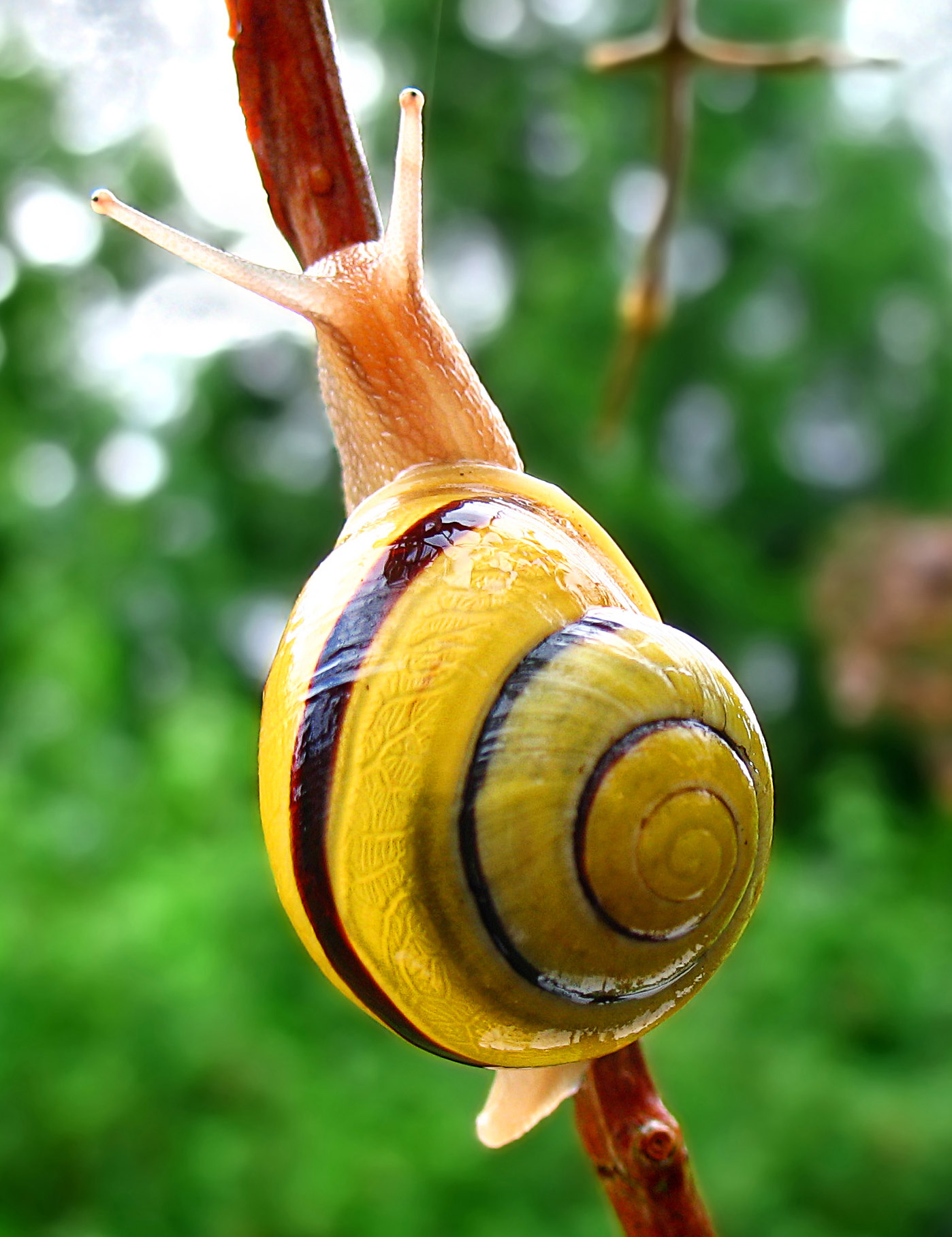
حلزون لب سفید

- حلزون را در محیطی تمیز و تازه و مرطوب نگهداری کنید.
- غذای آن‌ها را کاملاً بشویید و بعد به آن‌ها بدهید.
- غذای کهنه را هر روز عوض و فضله‌های آن‌ها را هر روز پاک کنید.
- همیشه برای آن‌ها پودر کلسیم بریزید.
- ته ظرف آن‌ها را هر زمان که احساس کردید کثیف شده تمیز کنید.
- زیر لایهٔ ظرف (کود گیاهی و…) را هر وقت کثیف به نظر آمد عوض کنید (معمولاً هفته‌ای یک بار).
- مخزن را حدوداً هر ماه یکبار ضدعفونی کنید و در آب بجوشانید.
- حلزون را هر چند وقت یکبار (معمولاً هر ماه) حمام کنید.
- اطراف ، پایین و بالای محل نگهداری حلزون را سوراخ های کوچکی که باعث گردش هوا شود.
- هر چند وقت یکبار در مخزن به دنبال تخم بگردید و آن‌ها را نابود کنید (در آب و هوای گرم هر روز).